# تشاك س. لوبيز
تشاك س. لوبيز (بالإنجليزية: Chuck C. Lopez)‏ هو فارس أمريكي، ولد في 4 أغسطس 1960 في بروكلين في الولايات المتحدة.